# 高氯酸钐
高氯酸钐是一种无机化合物，化学式为Sm(ClO4)3。它可由高氯酸和氧化钐反应得到，从溶液中析出的水合物可用六氧化二氯对其脱水，得到无水物。无水高氯酸钐是六方晶系的晶体，空间群P63/m，晶胞参数a=9.259 Å，c=5.746 Å，Z=2。它和硫氰酸铵、1-丁基-3-甲基咪唑鎓硫氰酸盐（[BMIM]SCN）在无水乙醇中反应，可以得到离子液体[BMIM]4[Sm(NCS)7(H2O)]。